# 397 a.C.
Il 397 a.C. (CCCXCVII a.C. in numeri romani) è un anno  del IV secolo a.C.

## Eventi
- I moziesi, scappati dalla loro isola, fondano Lilybeo, l'odierna Marsala.
- Imilcone I, re di Cartagine prosegue l'assedio di Siracusa iniziato nel 398 a.C.
- Dionisio, tiranno di Siracusa, cinge d'assedio Segesta.
- Roma
  - Tribuni consolari Lucio Giulio Iullo, Lucio Furio Medullino, Lucio Sergio Fidenate, Aulo Postumio Albino Regillense, Publio Cornelio Maluginense e Aulo Manlio Vulsone Capitolino

## Nati
- Antipatro, militare macedone antico († 319 a.C.)
- Bas di Bitinia († 326 a.C.)
- Dionisio II di Siracusa, siceliota